# Junior Barros
Junior Barros (19 de abril de 1993) es un futbolista brasileño que se desempeña como delantero en el FC Gifu de la J2 League.
Jugó para clubes como el Atlético Paranaense, XV de Piracicaba, Icasa, Anápolis y Ventforet Kofu.

## Trayectoria

### Clubes
| Club                      | País   | Año         |
| ------------------------- | ------ | ----------- |
| Atlético Paranaense       | Brasil | 2012 - 2015 |
| XV de Piracicaba (cedido) | Brasil | 2014        |
| Icasa (cedido)            | Brasil | 2014        |
| Guarani                   | Brasil | 2016 - 2017 |
| Anápolis (cedido)         | Brasil | 2016        |
| Ventforet Kofu            | Japón  | 2017 -      |
| FC Gifu (cedido)          | Japón  | 2019 -      |